# Capella (музыкант)
Роман Шелест (настоящее имя - Роман Алексеевич Козлов, род. 23 июня 1986, Томск), более известный под сценическим псевдонимом Capella (иногда стилизируется как CVPELLV) — участник продюсерского объединения Diamond Style, битмейкер российской группы «За Полк».

## Биография
Capella получил известность в начале 2000-х как битмейкер в составе группы «За Полк». В 2009 году оказался в числе 12 лучших битмейкеров России по итогам опроса «InDaAwards». В 2012 году молодой битмейкер стал автором музыки для трека #Давайдосвидания, исполненного Тимати, L’One и другими российскими рэперами. В 2013 году сотрудничество с лейблом Black Star Inc. продолжилось, в апреле вышел сингл Туса, занявший 6 место по итогам первой недели цифровых продаж на iTunes Store. В съёмках одноимённого видеоклипа Capella также принял участие. В настоящее время он помогает артистам лейбла с некоторыми релизами (Kristina Si & Capella — Bad Boy, Мот — «#МотСтелетЧоСели» (Cvpellv mix).
Capella сотрудничает как с музыкантами из России, так и других стран. В 2013 году Capella подтвердил информацию, что американский рэпер Snoop Dogg использовал минусовку Capella. В том же году Capella предоставил бит для четвёртого раунда видеобатла «Нагнать за 60 секунд» на тему «Beef». Конкурс проводился при поддержке портала Rap.ru
В мае 2012 года было объявлено, что Capella подготовил свой инструментальный альбом под названием A Space Odyssey. Как утверждалось на сайте группы «За Полк», вся музыка писалась на советских аналоговых синтезаторах. Задержка его выпуска в течение нескольких лет объяснялась проблемами с выпускающим лейблом. 1 августа 2013 года состоялся официальный релиз альбома на лейбле Free Crates. 4 октября 2013 года выпустил альбом Badman. В 2015 году вышел мини-альбом 01010110, в который помимо собственных композиций вошли ремиксы на Тимати, Наадю, Басту и Ивана Дорна.
Во второй половине 2010-х Capella работал с лейблами Black Star, Gazgolder, Warner Music. В его послужном списке сотрудничество с российскими и зарубежными артистами, включая Snoop Dogg, Джейсона Деруло, Басту, Тимати, L'One, Влади и Элджея. Он также являлся продюсером альбома Полины Гагариной, а также принимал участие в проекте «Голос улиц».

## Дискография

### Сольные альбомы
- 2013 — Badman

### В составе группы «За Полк»
- 2006 — «Споловья»
- 2009 — «Навсегда»
- 2011 — «Снег»

### Инструментальные
- 2012 — A Space Odyssey
- 2024 — ПАТТЕРН

## Видеоклипы

### В составе группы M.Y.B.
- 2013 — «Лучший город земли»

## Фильмография
| Год  |   | Название                | Роль               |
| ---- | - | ----------------------- | ------------------ |
| 2017 | с | Phonogram / DOCUMENTARY | Играет самого себя |
| 2025 | с | ПАТТЕРН                 | Играет самого себя |